# Birkelse
 For alternative betydninger, se Birkelse Hovedgård.
Birkelse er en by i det vestlige Vendsyssel med 643 indbyggere  (2024), beliggende 12 km nordøst for Brovst, 10 km syd for Pandrup og 4 km vest for Aabybro. Byen hører til Jammerbugt Kommune og ligger i Region Nordjylland.
Birkelse hører til Vedsted Sogn, som var en del af det store Aaby Sogn indtil 1930, hvor det blev et selvstændigt sogn som anneks til Aaby. Vedsted Kirke blev opført som "filialkirke" i 1899 og ligger i byen.

## Ryå
Birkelse er næsten vokset sammen med den mindre bebyggelse Ryå, der ligesom Birkelse ligger tæt ved Vendsyssels største å Ryå, tidligere Rye Aa.
Birkelse og Ryå betragtes i kommunens planlægning som ét område. Det var der også tilslutning til på et borgermøde i 2008, hvor beboerne foreslog at nye byggegrunde bl.a. skulle udstykkes langs Gl. Landevej, der forbinder Birkelse og Ryå.

## Faciliteter
Vedsted Friskole er en Grundtvig-Koldsk skole med omkring 100 elever, fordelt på 0.-10. klassetrin. Skolen har en hal, der kan lejes ud, og Vedsted Forsamlingshus hører under skolen. Ved skolen ligger den selvejende børneinstitution Landsbyhaven med plads til 45 børn.
Også Birkelse Kro drives nu som forsamlingshus. Her kan dækkes til 150 personer i den store sal og 50 i den lille. Restaurant og bar med plads til 25 personer kan frit benyttes af egnens foreninger til møder.
Ulveskov Skole blev lukket i 2013, hvor den havde 36 elever, fordelt på 0.-3. klassetrin. 2. august 2016 genåbnede den som sprogskole for indvandrere. Ulveskov Børnehave findes stadig og har plads til 28 børn.
Birkelse Idrætsforening (BIF) blev dannet i 1934 som Vedsted Idrætsforening og fik sit nuværende navn i 1938. Foreningen benytter Birkelse Hallen.
Birkelse Plejecenter blev bygget i 1986 med plads til 18 beboere og ombygget til 22 beboere i 1999. Til hjemmet er der knyttet 13 ældreboliger.

## Historie
Bondeoprøreren Skipper Clement (1485-1536) skal være født på Vedstedgård i Ryå.
Biskoppens Birkelse-gård blev nedbrændt under Clementsfejden i 1534.
Naturlegepladsen Skipper Klements Plads i Ryå er opkaldt efter ham.
Ryå blev tidligere kaldt Gammel Vedsted, for her lå det meste af bebyggelsen, indtil købmand Erik Nielsen lagde sin lille høkerforretning længere mod vest mellem to vigtige samlingspunkter: Birkelse Mølle, der lå nordøst for den nuværende by, hvor der stadig findes en "Møllegård", og Vedsted Ladeplads ved åen for enden af den nuværende Mejerivej. Efter Erik Nielsens død i 1870 overtog hans bror N.P. Nielsen købmandsforretningen og gjorde den til en af de største mellem Nørresundby og Thisted.
I sidste halvdel af 1800-tallet voksede Vedsted fra tre huse til at være en af egnens største landsbyer. Forsamlingshuset blev opført i 1884, og her startede friskolen i 1893. I 1888 blev Nordjyllands første andelsmejeri ”Ryaa” opført ved siden af forsamlingshuset.

### Stationsbyen
Vedsted fik jernbanestation på Nørresundby-Fjerritslev-banen (1897-1969), men stationen fik navnet Birkelse. Den havde krydsningsspor og læssespor med stikspor til en enderampe, og købmandsforretningen havde et stort privat pakhus.
I 1901 blev Vedsted og Birkelse beskrevet således: "Vedsted, ved Landevejen, med Filialkirke, Forsamlingshus (opf. 1884), Skole, Pigeskole, Branddirektørbolig, Lægebolig, Andelsmejeri, Købmandsforretn. og Telefonstation;...Birkelse Mølle, Birkelse Jærnbanestation...Filialkirken i Vedsted er opf. 1899 af røde Mursten som en lille Korskirke med Taarn og Spir efter Tegn. af Arkitekt V. Ahlmann...Den fra Grevens Fejde bekendte Skipper Klement er født i Vedsted i Aaby Sogn." På målebordsbladet fra senere i 1900-tallet ses desuden et afholdshotel, en baptistkirke og et missionshus.
Hjørring-Løkken-Aabybro Jernbane (1913-63) skulle have endestation i Aabybro, men blev sluttet til Fjerritslevbanen ½ km vest for åen, så der ikke skulle bygges endnu en bro over den ret brede å. Løkkenbanen opførte her en forgreningsstation, der hed Ryå Station og gav nyt navn til bebyggelsen omkring den. Stationsbygningen var Løkkenbanens mindste, men tegnet i samme stil som banens øvrige af arkitekt Sylvius Knutzen. Det var mest en teknisk station, da der i starten ikke boede ret mange mennesker omkring den. Der kunne sælges billetter til de to privatbaner og ekspederes banepakker, men ikke vognlæs, da der hverken var læssespor eller varehus. Først i 1952 oprettede Fjerritslevbanen et trinbræt på bagsiden af Ryå Station, så man kunne stige om mellem de to baner her og ikke kun i Aabybro. Trinbrættet blev flyttet hen til Gl. Landevej, da Løkkenbanen blev nedlagt. Stationsbygningen i Ryå er bevaret på Gl. Landevej 154.
Stationsbygningen i Birkelse er bevaret på A.P. Nielsensvej 12 – noget ombygget, da den har været forretning. 2½ km af Fjerritslevbanens tracé er bevaret fra Købmandstoften i Birkelse forbi Ryå Station og ad jernbanebroen over Ryå til Viaduktvej i Aabybro. Mod vest er der også bevaret 2½ km tracé fra Vedsted Kærvej til Ulveskoven, der i banens tid var et populært forlystelsessted med tivoli og fredagsballer. Fra Ryå Station er der mod nordvest bevaret ½ km af Løkkenbanens tracé.

### Byens navn
Birkelse Station fik navn efter Birkelse Hovedgård, der ligger på sydsiden af åen og er kendt siden 1202. Så navnet Birkelse var langt ældre end Vedsted, men blev ved banens start kun brugt om godset og Birkelse Mølle, som oprindeligt hørte under godset. Byen omkring stationen blev på målebordsbladet fra 1900-tallet kaldt "Birkelse Stby". På et senere kort fra midten af 1960'erne er "stationsby" forsvundet, men Vedsted vendte tilbage som betegnelse for området omkring Vedstedgård, altså det nuværende Ryå.
I 1970'erne, da begge privatbaner var nedlagt, kom det gamle egnsnavn Vedsted til ære og værdighed igen. Borgerforeninen bekostede et uofficielt byskilt, hvor navnene Vedsted og Birkelse på lige fod slynger sig om en lille båd, der hedder Ryaa. "Alle tre navne har berettigelse i området," erklærede foreningens formand, Svend Andersen fra Ryå.